# دیکینسن دبلیو. ریچاردز
دیکینسن دبلیو. ریچاردز (انگلیسی: Dickinson W. Richards؛ زاده ۳۰ اکتبر ۱۸۹۵ درگذشته ۲۳ فوریهٔ ۱۹۷۳) یک دانشمند در زمینه پزشکی و فیزیولوژی اهل ایالات متحده آمریکا بود.